# Johan Caspar von Cicignon
Le major-général Johan Caspar von Cicignon (né v. 1625 à Oberwampach, un quartier de la commune de Wincrange, au Luxembourg et mort le 12 décembre 1696 à Fredrikstad, Norvège) est un militaire et un ingénieur luxembourgeois. Il a passé la plus grande partie de sa vie au service du royaume du Danemark et de Norvège.

## Biographie
Né à Oberwampach, dans le nord du Luxembourg, Johan Caspar von Cicignon entre au service du Danemark en 1657. Il est chargé du commandement de la forteresse de Bergenhus en Norvège, au début des années 1660. 
À ce titre, il est impliqué dans la bataille de Vågen en 1665, quand une escadre anglaise attaque une flotte marchande hollandaise abritée dans la baie de Bergen. En 1681, il est envoyé à Trondheim pour mener les opérations de reconstruction de la ville, ravagée par un incendie. Son empreinte baroque donne à la ville son style actuel.
Des monuments à sa mémoire sont érigés à Oberwampach et Trondheim.